# Rejon talniwski
Rejon talniwski – dawna jednostka administracyjna wchodząca w skład obwodu czerkaskiego Ukrainy, zlikwidowany w wyniku reformy administracyjno-terytorialnej 19 lipca 2020. Wszedł w skład rejonu zwinogródzkiego.
Rejon utworzony w 1923, miał powierzchnię 917 km² i liczył około 41 tysięcy mieszkańców. Siedzibą władz rejonu było Talne.
Na terenie rejonu znajdowała się jedna rada miejska i 27 rad wiejskich, obejmujących w sumie 34 wsie i osiem osad.

## Miejscowości rejonu
- Antoniwka (Антонівка)
- (Білашки)
- (Червоне)
- (Чеснопіль)
- (Добрянка)
- (Довгеньке)
- (Глибочок)
- (Гордашівка)
- (Гуляйка)
- (Кобиляки)
- Kobrynowa Hrebla[3]  (Кобринова Гребля)
- (Кобринове)
- (Колодисте)
- (Корсунка)
- (Криві Коліна)
- (Лащова)
- (Легедзине)
- (Левада)
- (Лісове)
- (Лоташеве)
- Majdanecke(inne języki) (Майданецьке)
- (Мошурів)
- (Нова Павлівка)
- (Новомайданецьке)
- (Онопріївка)
- (Павлівка Друга)
- (Павлівка Перша)
- (Папужинці)
- (Піщана)
- (Поташ)
- (Романівка)
- Sokołoweczka[4] (Соколівочка)
- (Степне)
- (Шалаське)
- Szaułycha (Шаулиха)
- Taljanky (Тальянки)
- Talne (Тальне)
- (Тарасівка)
- (Веселий Кут)
- (Вишнопіль)
- (Заліське)
- (Здобуток Жовтня)
- (Зеленьків)